# Миноносец-13
Миноносец-13 — греческий миноносец конца XIX века. Заложен в 1884 году на заводе AG Vulcan Stettin (Германия). Третий из серии однотипных миноносцев (другие суда серии: Миноносец-11, Миноносец-12, Миноносец-14, Миноносец-15, Миноносец-16) Спущен на воду в 1885 году. В том же году вступил в строй.
Принял участие в греко-турецкой войне 1897 года.
28 марта 1900 года был разрушен после взрыва котла и выведен из строя. При взрыве погиб капитан миноносца лейтенант ВМС А. Христоманос и 8 членов экипажа.